# Максимов, Игорь Владиславович
Игорь Владиславович Максимов (16 ноября 1910, Царское село — 23 января 1977, Ленинград) — советский учёный-океанолог, доктор географических наук, профессор. Исследователь Арктики и Антарктики. Автор более 150 научных работ, в том числе по океанографии полярных областей земли, а также изучению влияния космических и геофизических сил на циркуляцию океана и атмосферы и вызванных ими изменений климата.
Участник Второй мировой войны. Кавалер многих правительственных наград.

## Краткая биография
Игорь Максимов родился 16 ноября 1910 года в Царском Селе (ныне город Пушкин) в семье учёного-литературоведа — будущего профессора Ленинградского университета Владислава Евгеньевича Евгеньева-Максимова (1883—1955). В 1928 году поступил на филологический факультет Ленинградского государственного университета, но спустя год учёбы перевёлся на географический факультет. По окончании университета работал в АНИИ (Арктическом научно-исследовательском институте) на различных должностях. В 1938 году защитил кандидатскую диссертацию по теме «О навигационных предсказаниях течения в проливах», выполненную под руководством академика Ю. М. Шокальского.
С началом Великой Отечественной войны был демобилизован — до конца 1941 года служил начальником отдела Государственного гидрологического института РККА, во второй половине января 1942 года был назначен начальником сектора Морской обсерватории Управления гидрометеослужбы Архангельского военного округа, а в июне 1942 г., в связи с переводом АНИИ из Архангельска в Красноярск, И. В. Максимов стал заместителем директора Арктического института по научной части. В течение военных лет под руководством И. В. Максимова и его коллеги А. Ф. Лактионова, помимо чисто научной работы, были составлены гидрометеорологические описания арктических морей, атласы течений в проливах, расширены работы по ледоведению, была создана новая лаборатория для изучения физико-механических свойств льда и разработки методов активной борьбы со льдом.
После войны Максимов в 1947 году возглавил кафедру океанологии Ленинградского высшего инженерного морского училища имени адмирала С. О. Макарова, параллельно с этим он окончил докторантуру при Институте океанологии АН СССР. В 1953 г. ему было присвоено звание профессора.
За время работы в училище И. В. Максимовым были подготовлены многие квалифицированные кадры-океанологи, из которых более 150-ти его учеников защитили кандидатские диссертации, а 11 человек стали докторами наук.
Игорь Владиславович Максимов скончался 23 января 1977 года в Ленинграде. Похоронен на кладбище посёлка Прибытково Ленинградской области.
Памяти Максимова посвящена биографическая работа Эдуарда Саруханяна — одного из его учеников — «Игорь Максимов» (презентация книги состоялась 27 марта 2013 года на заседании Учёного совета ААНИИ).
Награждён орденом Трудового Красного Знамени (03.05.1940) — «за выдающиеся заслуги в деле освоения Северного Морского Пути и районов Крайнего Севера, а также за образцовую и самоотверженную работу в период арктических навигаций 1938 и 1939 годов».

## Научная деятельность
Ещё в студенческие годы Максимов участвовал в Кольской экспедиции АН СССР (1929). В 1933 году он работал в составе Первой Ленской экспедиции (гидролог на ледоколе «Красин»), в 1934-м был заместителем океанографической экспедиции в Карском море, в 1936 году принимал участие во второй Высокоширотной экспедиции в район Земли Франца-Иосифа, а в 1939-м Максимов И. В. на ледокольном пароходе «Сибиряков» возглавил океанографическую экспедицию в Норвежское и Гренландское моря.
После войны (в 1952 году) Максимов защитил докторскую диссертацию по теме «Многолетние колебания ледовитости северной части Атлантического океана и их геофизические причины». В эти же годы в сферу научных интересов Максимова вошло исследование Южного океана. В 1956 и 1959 годах он возглавлял 2-ю и 5-ю Советские Антарктические экспедиции.
Всего за всю свою научную деятельность И. В. Максимовым было опубликовано более 150 работ, наиболее фундаментальной из которых считается монография «Геофизические силы и воды океана», изданная в 1970 году, и которая обобщила результаты его многолетних исследований механизмов формирования климатической изменчивости в океане и атмосфере. В том же году ему было присвоено звание «Заслуженный деятель науки Российской Федерации».